# Good Enough
Good Enough – ballada rockowa zespołu Evanescence wydana jako czwarty singel z płyty The Open Door.

## Historia
Lee powiedziała, że intro faktycznie miało być użyte w filmie Lew, czarownica i stara szafa, lecz nie było fragmentem „Together Again”, przy czym podkreśla, że nie zostało użyte, ponieważ było „zbyt mroczne”. Mimo wszystko, producenci filmu twierdzą, iż Amy nigdy nie była upoważniona do pisania muzyki do filmu, i nigdy nie planowano użyć muzyki tworzonej przez Evanescence w filmie. Podczas wywiadu VH1 News, Amy opowiedziała, jak się czuła, pisząc piosenkę, o czym tak naprawdę myślała.
Przeszłam wiele trudności w czasie pisania piosenek do albumu. Musiałam je w końcu pokonać, to przecież bardzo trudne... Musisz być bardzo wytrzymały i odważny. Kiedy mi się to udało, czułam, że to niesamowite. Pierwszy raz mogłam napisać piosenkę opartą na tym, jak wspaniale się czułam. Nigdy przedtem mi się to nie udało.
Lee mówi, ze jej mąż, Josh Hartzler, był inspiracją piosenki, tak jak dla pierwszego singla, „Bring Me To Life”, mówi: 
„Josh, jesteś moją muzą. Nic nie inspiruje mnie tak, jak ty to robisz. Dziękuję ci, za wszystkie odnalezione części mnie... Dziękuję ci za siłę i miłość. Dziękuję za to, ze mogę patrzeć na siebie przez twoje oczy, tylko tak mogę się dowiedzieć, ze jestem wystarczająco dobra, dla ciebie, byś mnie również kochał”.

## Wersje Piosenki

### Studyjne
Good Enough
- Nagrywana: Wrzesień 2005 – Marzec 2006
- Wydana na: The Open Door (#13) – Czwarty singel promujący płytę
- Długość: 5:31

Good Enough [Radio Edit]
- Nagrywana: Wrzesień 2005 – Marzec 2006
- Wydana na: Wszystkie komercjalne single Good Enough
- Długość: 4:35

### Na żywo
Good Enough [Live]
- Okres: 5 października 2006 – 8 grudnia 2007
- Przykład występu: Live @ KROQ Almost Acoustic Christmas 2006

Good Enough [Acoustic]
- Okres: Sierpień – Wrzesień 2006
- Przykład: AOL Music Sessions 2006
- Długość: 4:34

Good Enough [Shorter Acoustic Version]
- Okres: Październik 2007
- Przykład: ABC’s ‘The View’
- Długość: 3:45

## Video
Teledysk został nakręcony 11 i 14 lipca 2007 r. na Vaci utca, w Budapeszcie. Został wyreżyserowany przez Marka Webba i Richa Lee, i wyprodukowany przez DNA. 30 lipca 2007, niedokończona, pozbawiona efektów specjalnych wersja teledysku wyciekła do internetu.

## Lista utworów
Maxi Single
- Status: Wycofane ze sprzedaży
- Wytwórnia: Wind-up/SonyBMG(?)
- Cat.no: Nieznana

1. Good Enough [Radio Edit]
2. Good Enough [Acoustic from Live Sessions]
3. Your Star [Live from Tokyo]
4. Good Enough [Enhanced Video]

US Radio Single
- Status: Wycofana ze sprzedaży
- Wytwórnia: Wind-up
- Cat.no: WUJC 20195-2

1. .Good Enough [Edit] – (4:35)

US Radio Single
- Status: Wycofana ze sprzedaży
- Wytwórnia: Wind-up
- Cat.no: WUJC 2022-2

1. Good Enough [Radio Edit] – (3:54)

German Radio Single
- Status: Wycofana ze sprzedaży
- Wytwórnia: Sony/BMG
- Cat.no: LC:00637

1. Good Enough [Radio Edit]
2. Good Enough [Album Version]

Promo NTSC DVD
- Status: Wycofana ze sprzedaży
- Wytwórnia: Wind-up
- Cat.no:?

1. Good Enough(video)

Promo NTSC DVD
- Status: Wycofana ze sprzedaży
- Wytwórnia: Sony/BMG
- Cat.no: Weekly Reel September 7, 2007

1. Good Enough(video)
2. making of Good Enough